# Grand Prix de Futsal 2006
Il Grand Prix de Futsal 2006 è stata la seconda edizione del Grand Prix de Futsal svolta in Brasile. La vittoria finale è andata ai padroni di casa che hanno battuto nella finale l'Italia, conquistando così il secondo trofeo.

## Luogo
| Arena    | Ginásio José Jacinto Maria de Godoy |
| -------- | ----------------------------------- |
| Città    | Caxias do Sul/Rio Grande do Sul     |
| Capacità | 5.000                               |

## Fase a gironi

### Gruppo A
| Squadra   | G | V | N | P | GF | GS | Pti |
| --------- | - | - | - | - | -- | -- | --- |
| Brasile   | 2 | 2 | 0 | 0 | 9  | 0  | 6   |
| Argentina | 2 | 1 | 0 | 1 | 2  | 2  | 3   |
| Cile      | 2 | 0 | 0 | 2 | 0  | 9  | 0   |

| 17 ottobre 2006 | Argentina | 2 – 0 | Cile | Ginásio José Jacinto Maria de Godoy |

| 18 ottobre 2006 | Brasile | 7 – 0 | Cile | Ginásio José Jacinto Maria de Godoy |

| 19 ottobre 2006 | Argentina | 0 – 2 | Brasile | Ginásio José Jacinto Maria de Godoy |

### Gruppo B
| Squadra   | G | V | N | P | GF | GS | Pti |
| --------- | - | - | - | - | -- | -- | --- |
| Italia    | 2 | 1 | 1 | 0 | 10 | 5  | 4   |
| Croazia   | 2 | 1 | 0 | 1 | 3  | 6  | 3   |
| Rep. Ceca | 2 | 0 | 1 | 1 | 4  | 6  | 1   |

| 17 ottobre 2006 | Italia | 4 – 4 | Rep. Ceca | Ginásio José Jacinto Maria de Godoy |

| 18 ottobre 2006 | Rep. Ceca | 0 – 2 | Croazia | Ginásio José Jacinto Maria de Godoy |

| 19 ottobre 2006 | Croazia | 1 – 6 | Italia | Ginásio José Jacinto Maria de Godoy |

## Fase a eliminazione diretta
|  | Semifinale | Semifinale | Semifinale |        |         | Finale    | Finale    | Finale   |  |
|  |            |            |            |        |         |           |           |          |  |
|  | Brasile    | Brasile    | 6          |        |         |           |           |          |  |
|  | Brasile    | Brasile    | 6          |        |         |           |           |          |  |
|  | Croazia    | Croazia    | 1          |        |         |           |           |          |  |
|  | Croazia    | Croazia    | 1          |        | Brasile | Brasile   | 5         |          |  |
|  |            |            |            |        | Brasile | Brasile   | 5         |          |  |
|  |            |            | Italia     | Italia | 3       |           |           |          |  |
|  | Italia     | Italia     | Italia     | Italia | 3       | 2         |           |          |  |
|  | Italia     | Italia     |            |        |         | 2         |           |          |  |
|  | Argentina  | Argentina  | 0          |        |         | 3º posto  | 3º posto  | 3º posto |  |
|  | Argentina  | Argentina  | 0          |        |         |           |           |          |  |
|  |            |            |            |        |         |           |           |          |  |
|  |            |            |            |        |         | Croazia   | Croazia   | 0(4)     |  |
|  |            |            |            |        |         | Croazia   | Croazia   | 0(4)     |  |
|  |            |            |            |        |         | Argentina | Argentina | 0(3)     |  |